# Paraphytus andamanus
Paraphytus andamanus är en skalbaggsart som beskrevs av Gilbert John Arrow 1931. Paraphytus andamanus ingår i släktet Paraphytus och familjen bladhorningar. Inga underarter finns listade i Catalogue of Life.